# Margitta
Margitta (románul: Marghita, németül Margarethen) municípium rangú város Bihar megye területén, Romániában.

## Fekvése
Alig 30 km-re fekszik a magyar határtól, Bihar megye északkeleti részén.

## Története
Margitta és környéke már a rézkorban is lakott hely volt, környékén gyakran találtak réz-, bronz- és vaskorból származó leleteket.
Első írásos említése 1352-ből maradt fenn, Margita néven. 1363-ban a neve már Margitta volt, de 1422-ben Margitfalvának nevezték az akkori birtokos, a Csáky család oklevele szerint. A Csákyaktól a Melki apátság (mölki) vette meg Margittát. 1520-ban a település vámszedőhely is volt. 1891-ben 4392 magyar lakosa volt. Itt volt a járási szolgabírói hivatalnak, járásbíróságnak és az adóhivatalnak székhelye, rendelkezett takarékpénztárral, alsófokú ipariskolával, ipartestülettel, vasútállomással, posta- és távíróhivatallal, valamint postatakarékpénztárral. Itt jelenik meg a „Margitta és Vidéke” című hetilap.
Az 1941-es népszámlálás adatait véve alapul, Bihar vármegyében Margitta (Nagyvárad,  Érmihályfalva, Székelyhíd és Nagyszalonta mellett) a legfontosabb zsidó települési központok közé tartozott. Margitta zsidó lakossága 1.725 fő volt, a teljes lakosság 26,1%-a. A margittai zsidókat a második világháború alatt a hatályos magyar törvények szerint a Mezey fatelepre szállították, ahonnan 1944. május 24-én megsemmisitő táborba deportálták.
Margitta a trianoni békeszerződés előtt Bihar vármegye Margittai járásához tartozott. 1940-ben a második bécsi döntésnek köszönhetően visszakerült Magyarországhoz. 1944-ben újra Romániához csatolták.
2003-ban kapott municípiumi rangot.

## Népessége
2002-ben 17 291 lakosából 9167 román, 7468 magyar (43,19%), 485 cigány és 171 egyéb nemzetiségű volt.
2011-ben 15 134 lakosából 7800 román, 6930 magyar (45,8%), 314 cigány, 88 egyéb anyanyelvű, illetve nem nyilatkozott.

## Nevezetességei
- A gróf Csáky család 18. századi kastélya, amely a régi római-katolikus templommal átellenben állt, 1950-ben részben  lebontották.  Anyagának egy részéből épült ugyanitt a város polgármesteri hivatala.[6]
- Római katolikus temploma 1722-ben épült, ekkor alakult újra a margittai katolikus közösség. az egykori Csáky-kastéllyal szemközt állt. A kommunizmus idején a jelentős betelepülés folytán a város katolikus lakossága megnövekedett, ezért 1993-ban egy új katolikus templom építése is megkezdődött, amelyet 2000-ben avattak fel.
- Református temploma 18. századi, 16-17. századi alapokon épült.
- Híres termálfürdője, amely azonban az utóbbi időben egyre népszerűtlenebb.

## Híres emberek
- Itt született 1844. március 31-én Krecsányi Ignác színigazgató.
- Itt született  1876. november 9-én Pásztor Mihály újságíró.
- Itt született 1878-ban Horváth János irodalomtörténész, aki 1911-ben Margittán fogadta barátját, Ady Endrét.[7]
- Itt született 1886-ban Fóris Lajos közgazdász.
- Itt született 1892. december 12-én Bónyi Adorján író, lapszerkesztő, a Kisfaludy Társaság és a Petőfi Társaság tagja.
- Itt született 1894-ben Fémes László író, színműíró, újságíró.
- Itt született 1895-ben Ákom Lajos orgonaművész, zeneszerző.
- Itt született 1906. november 4-én Horváth Imre költő.
- Itt született 1907. január 2-án Duka János ifjúsági író, folklórgyűjtő, tanító.
- Itt született 1912-ben Zakar András római katolikus lelkész.
- Itt született 1925. június 4-én Harag György a romániai színház Európa-szerte elismert mestere, a Kolozsvári Állami Magyar Színház egykori főrendezője.
- Itt született 1929.  június 25-én Gyarmati István színművész.
- Itt született 1935. október 23-án Réthy Károly geológus.
- Itt született 1939. január 31-én Tolna Éva költő, művelődésszervező.
- Itt született 1945. november 7-én Wilhelm Sándor  biológiatanár, biológiai szakíró.
- Itt született  1959. január 16-án Könczei Árpád zeneszerző, táncművész, szerkesztő.
- Itt született 1966. június 4-én Bereczki Csaba filmrendező, forgatókönyvíró, producer.
- Itt született 1973-ban Cseke Attila romániai magyar politikus, korábbi egészségügyi miniszter.
- Itt született 1973-ban Bódizs Róbert magyar pszichológus.
- Itt született 1977. február 15-én Turai Tünde néprajzkutató.
- Itt született 1983-ban Belényesi Miklós romániai magyar labdarúgó.
- Itt született 1983. július 20-án Krisztik Csaba Jászai Mari-díjas magyar színész.
- Itt élt és tevékenykedett Papp Attila tanár, költő, néprajzkutató.
- Itt élt és tanított Betuker János matematikatanár.
- Itt töltötte gyermekkorát Löb László, a Sussexi Egyetem germanisztikaprofesszora.
- Itt született 1992-ben Bordás Barnabás, a Magyar Nemzeti Táncegyüttes táncos szólistája, a Corvinus Közgáz Néptáncegyüttes művészeti vezetője, kétszeres aranysarkantyús táncos, többszörös legényesverseny győztes, Junior Prima díjas és Magyar Bronz Érdemkereszt díjas táncos.[8]

## Érdekesség
Az 1971-es, sikeres nagyváradi repülőgép-eltérítést hat margittai lakos követte el.

## Képek

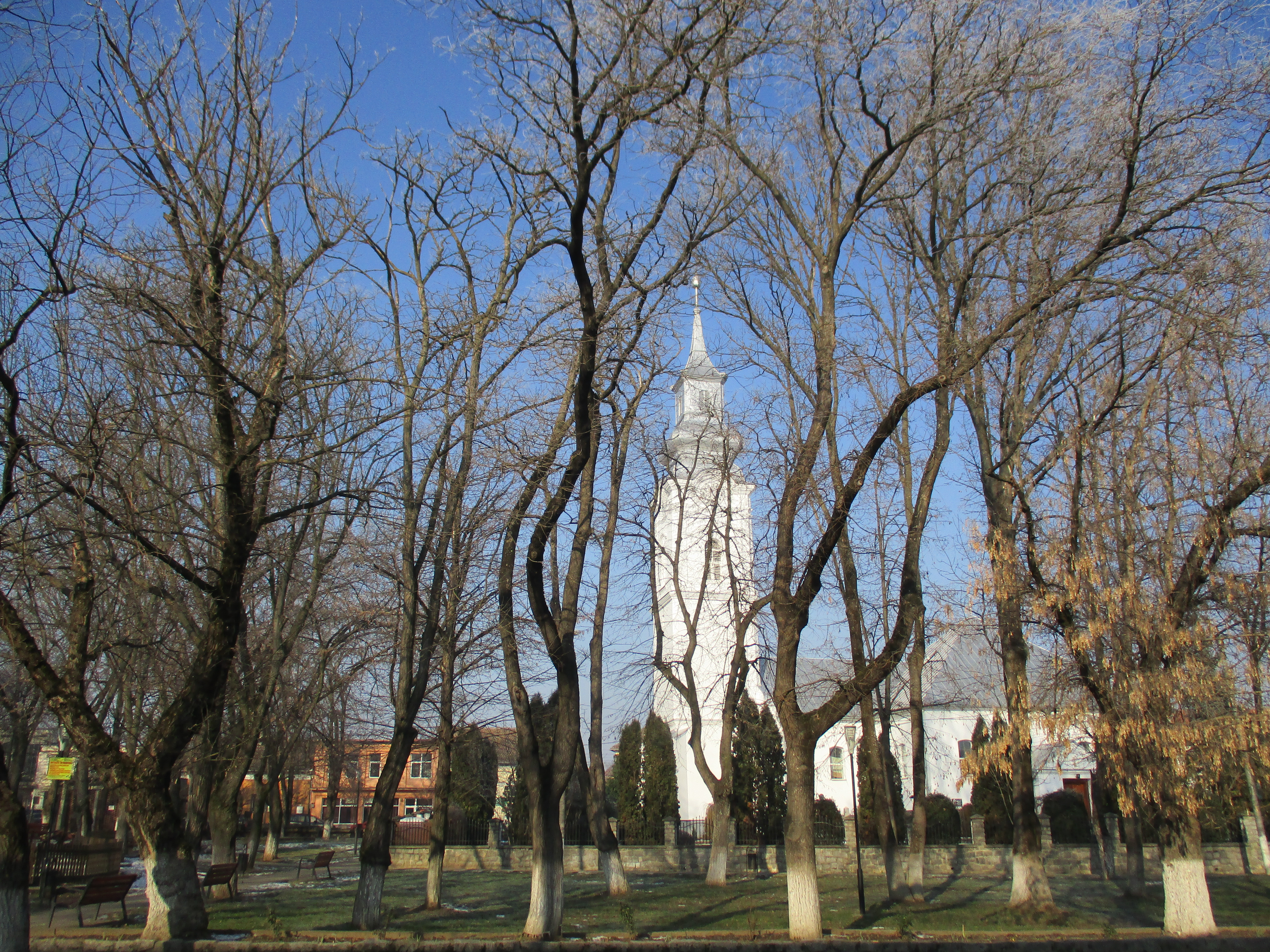
Református templom
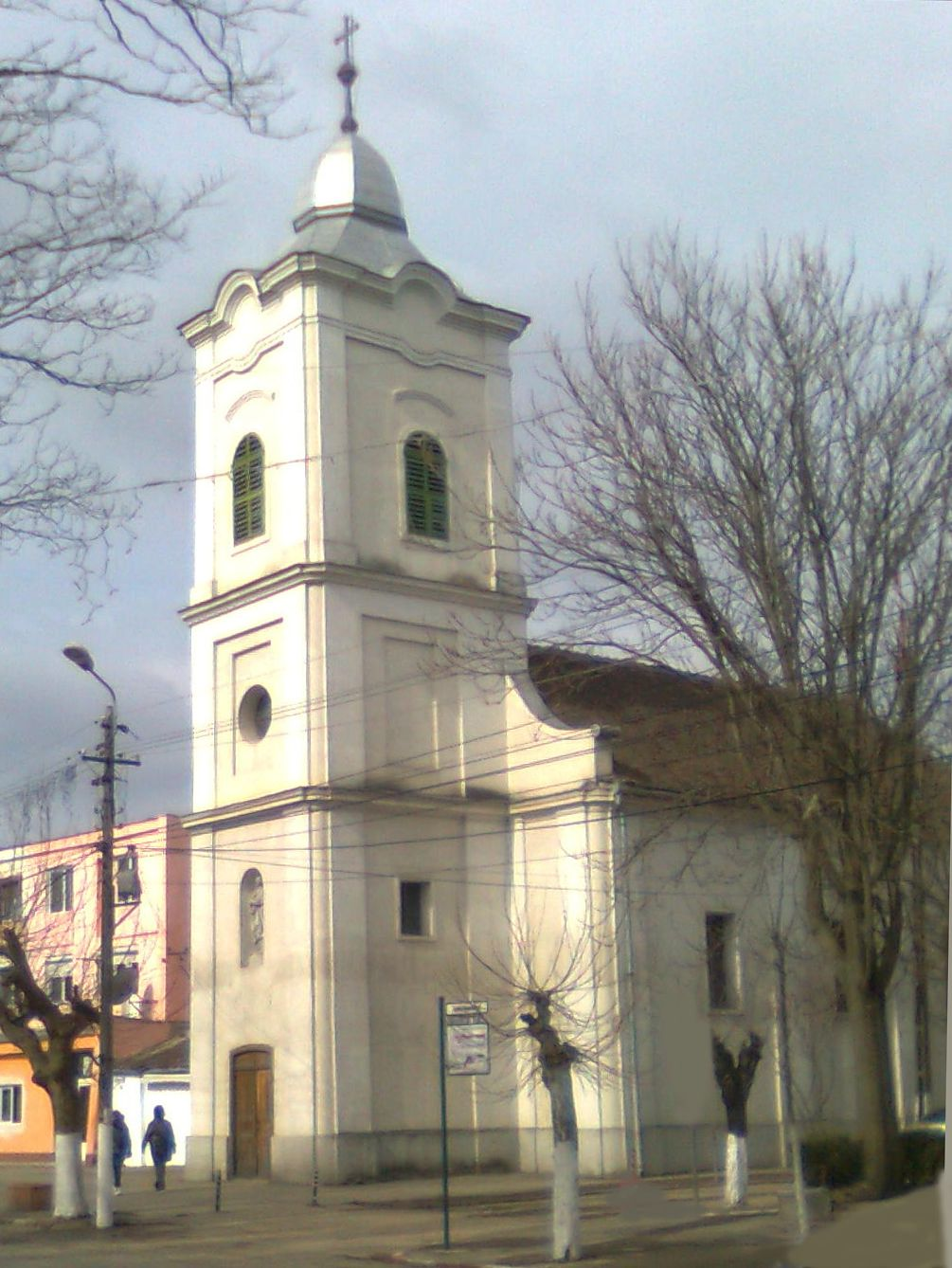
Római katolikus templom
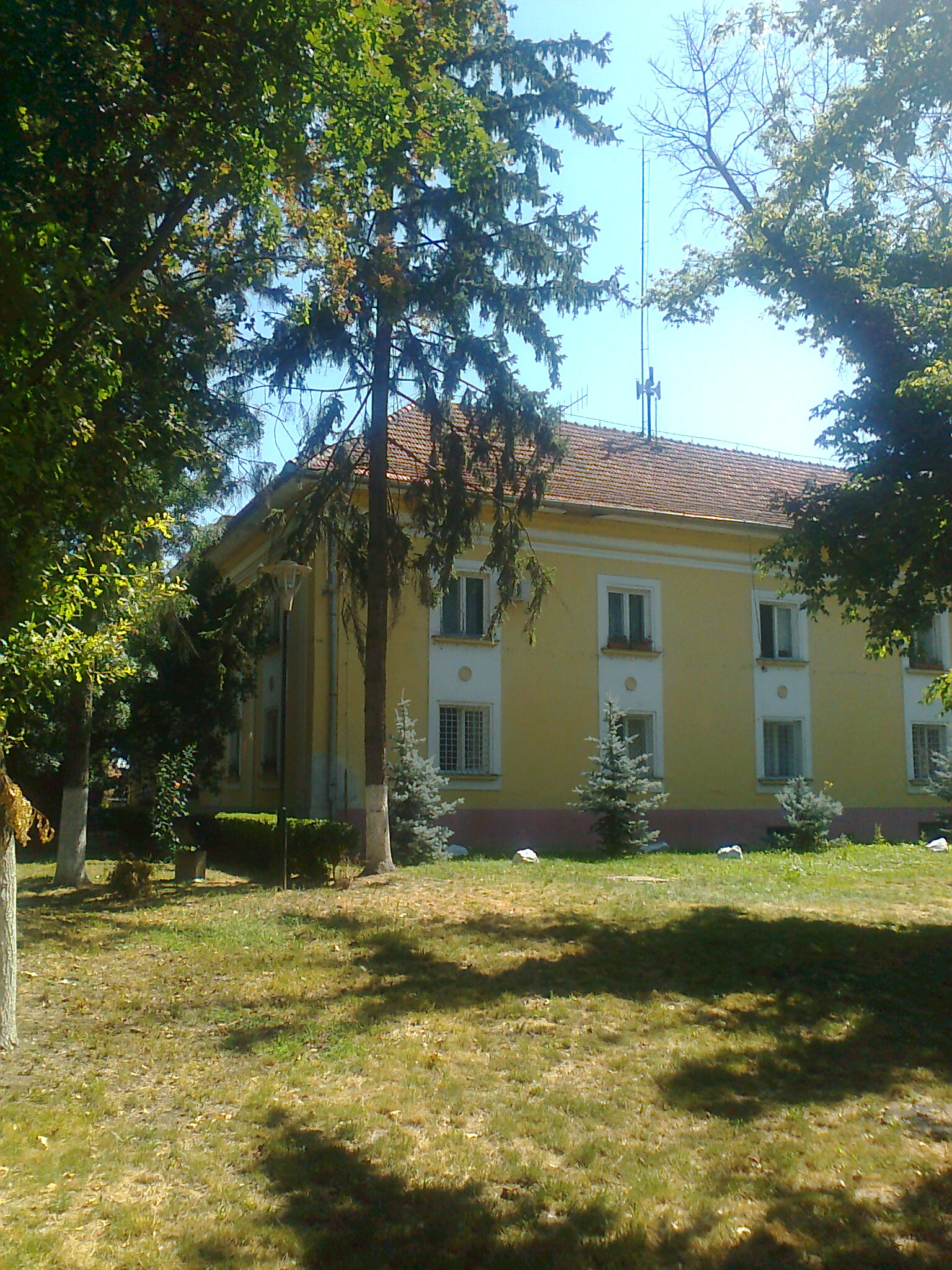
Csáky-kastély, ma polgármesteri hivatal
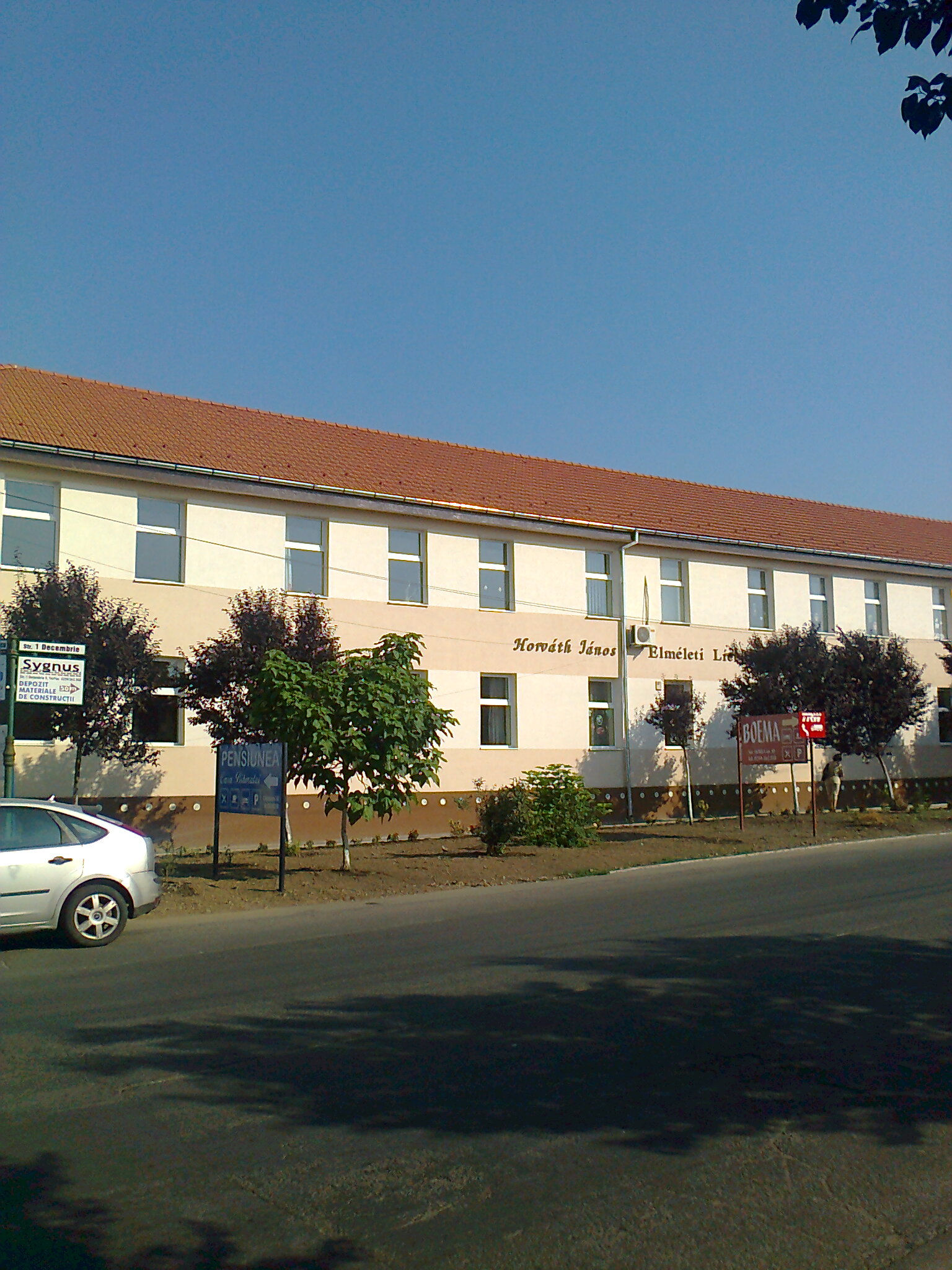
Horváth János Elméleti Líceum
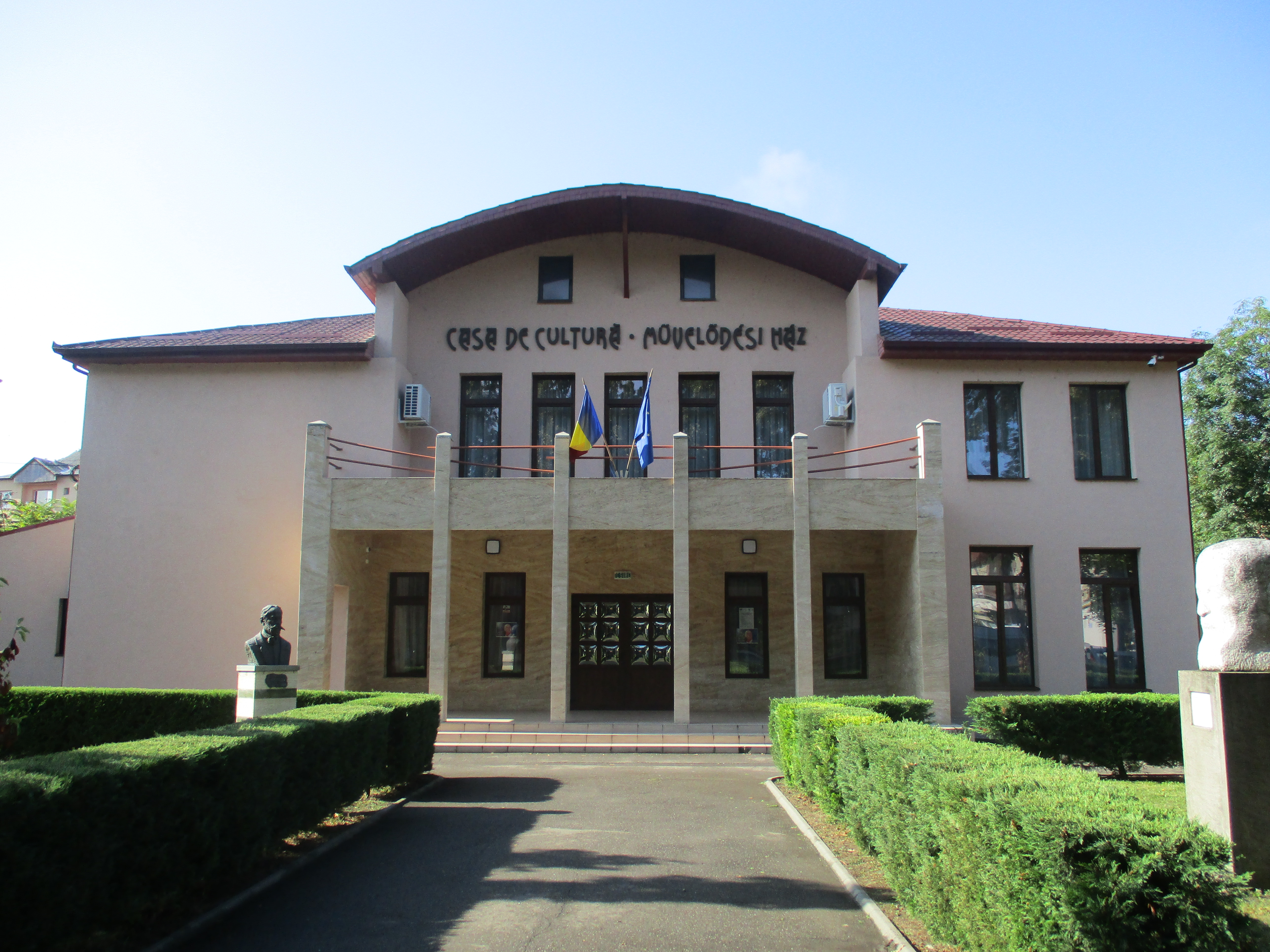
Művelődési Ház
Jókai Mór mellszobra a Művelődési Ház előtt